# Mai Xá

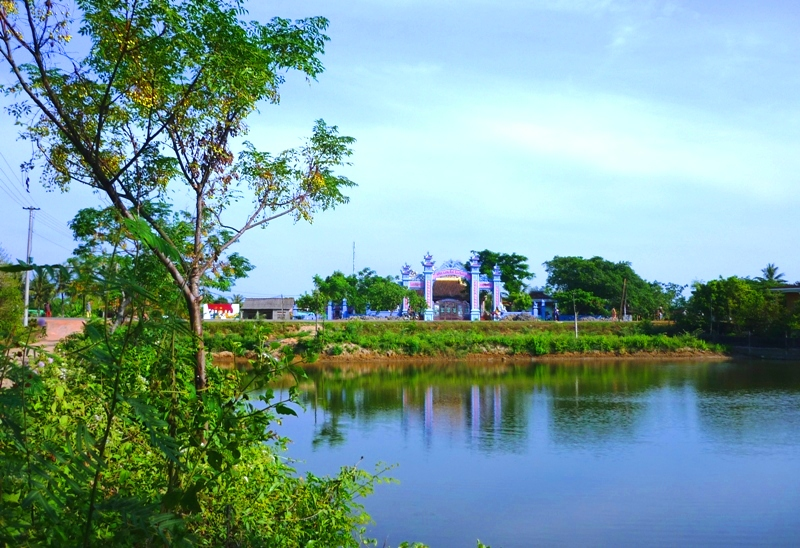
Toàn cảnh Đình làng Mai Xá Chánh

Làng Mai Xá (hay còn gọi là Làng Mai) là một trong 65 ngôi làng cổ (theo sách Ô Châu cận lục của Tiến sĩ triều Mạc là Dương Văn An) thuộc châu Minh Linh, phủ Tân Bình, xứ Thuận Hoá (nay thuộc xã Gio Mai, huyện Gio Linh, tỉnh Quảng Trị, Việt Nam).

## Đặc điểm

### Tên gọi
Người khai khẩn Năm Trương đã cùng anh em họ Lê, họ Bùi thành lập làng Mai Xá (khu vực Điền Xá (田 舎) có rừng Mai (梅) ghép thành tên "Mai Xá" (梅 舎)). Sau này do có nhóm người nhập cư làm nghề chài lưới dọc sông Thạch Hãn nhập cư xóm nhỏ gần ngã ba sông Cánh Hòm, xóm ngụ cư có tên Mai Xá Thị. Để phân biệt với Mai Xá Thị, làng Mai Xá gốc phải thêm chữ "Chánh" (Chánh hiệu, chính không phải phụ). Từ đó, Mai Xá còn có tên gọi khác là làng Mai Xá Chánh.
Đến thế kỉ 17 do nhiều biến động về đất đai, dân cư phát triển đông đúc, một số di cư lên miền Tây Gio Linh để khai hoang sản xuất lương thực, lập nên các phường: Bình An (Gio Bình), Phú Thọ, Ninh Xá, Phú Ốc (Gio Hoà), Lịch Sơn, Phú Nhuận, Nam Dương (Gio Sơn), Trung An (nông trường Cồn Tiên), gọi là làng "Bát phường Mai Xá".

### Vị trí địa lý

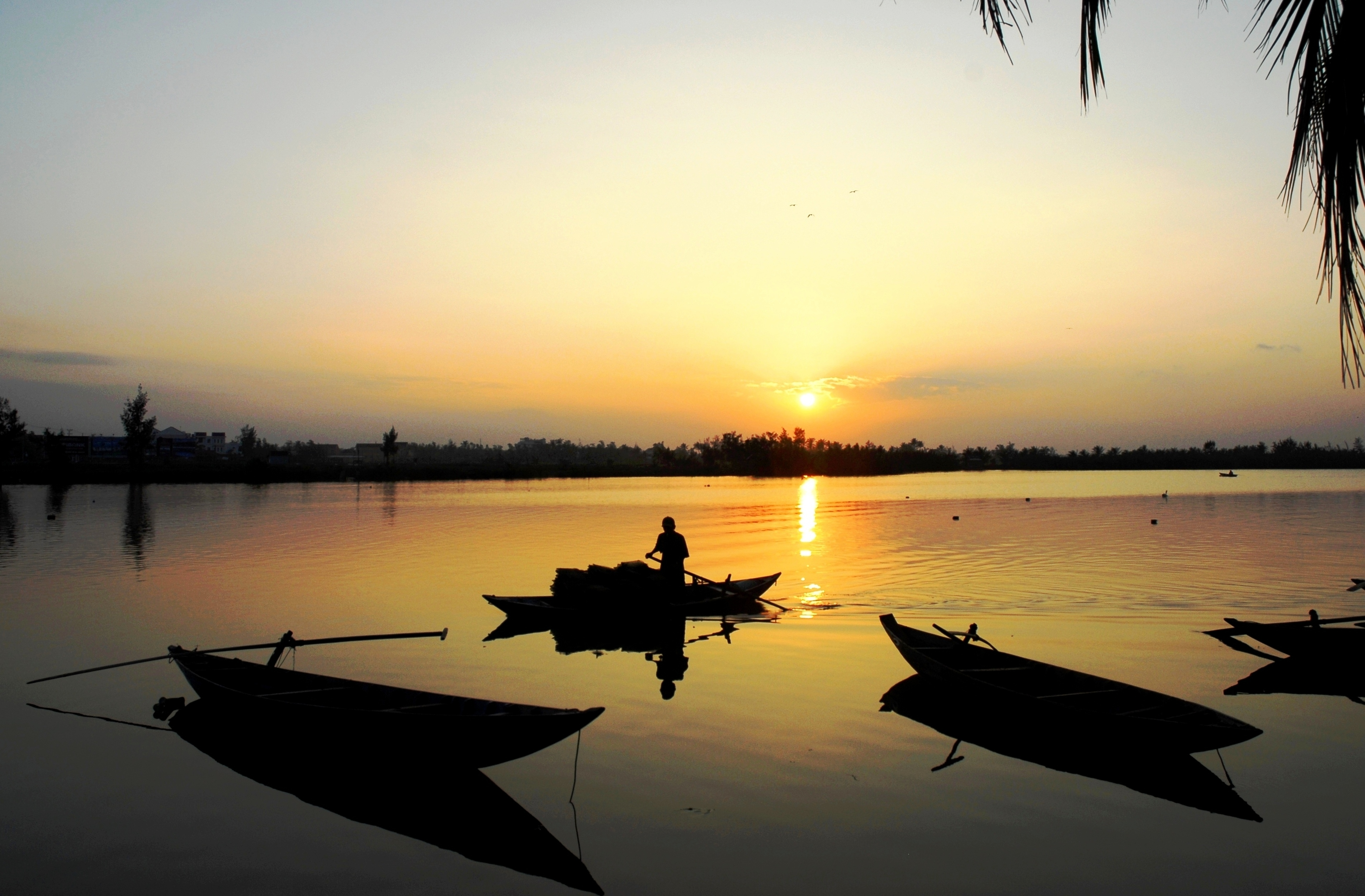
Hoàng hôn trên sông Hiếu

Làng Mai Xá phía Bắc giáp với Lâm Xuân, phía Nam có dòng sông Hiếu chạy qua, phía Đông giáp với xã Gio Việt và phía Tây giáp với xã Gio Quang. Ngôi làng nằm tọa lạc nơi ngã ba sông của ba con sông lớn ở Quảng Trị, đó là sông Thạch Hãn, sông Hiếu và sông Cánh Hòm. Nhờ vậy, giao thương thủy ở Mai Xá rất thuận lợi. Và vì làng nằm ở ven sông cho nên từ ngày đầu mới hình thành, Mai Xá đã nhanh chóng trở thành một nơi có số dân cư đông đúc. Đặc biệt, vào thời chúa Nguyễn Phúc Tần, khi ông cho nạo vét, khai thông sông Cánh Hòm, thì vị trí của làng Mai Xá liền trở thành một thương điếm sầm uất.

### Đơn vị hành chính
Theo những tài liệu tham khảo hiện có, xưa kia, làng Mai Xá là vùng đất thuộc Bộ Việt Thường – một trong 15 Bộ của nước Văn Lang. Qua nhiều thời kỳ lịch sử, làng Mai Xá trực thuộc nhiều đơn vị hành chính khác nhau trước khi sáp nhập xã Gio Mai, huyện Gio Linh vào năm 1977. Làng Mai Xá hiện có 752 ha diện tích đất tự nhiên và 757 hộ với 3500 nhân khẩu, trong đó có 414 hộ nông nghiệp, 230 hộ tiểu, thủ công nghiệp và dịch vụ, 61 hộ ngư nghiệp và 52 hộ khác.

## Nếp sống văn hoá
Theo số liệu thống kê của chính quyền địa phương (tính đến năm 2011), làng Mai Xá có 587/757 hộ đạt "Gia đình văn hóa" và chính thức được công nhận là "Làng văn hóa" năm 2012.

### Đất học
Làng Mai Xá nổi tiếng là vùng "đất học" của tỉnh Quảng Trị. Học sinh làng Mai Xá Chánh học giỏi, thi đỗ đạt cao là nhờ hương đất của làng. Địa hình của làng có hình dáng như ngòi bút cắm vào nghiên mực – biểu tượng cho đất học. Dù ở trong hoàn cảnh nào, học sinh làng Mai Xá cũng biết vươn lên trong học tập nhằm gìn giữ truyền thống hiếu học của làng. Nhiều nhà nghiên cứu văn hoá cho rằng, người Mai Xá Chánh luôn hướng ngoại để mở mang kiến thức, đem về cho mình những giá trị văn hoá, tinh thần cao quý nhất.
Xã Gio Mai có ba làng: Mai Xá Chánh, Mai Xá Thị và Lâm Xuân, trong đó làng Mai Xá Chánh nổi tiếng nhất. Có thời điểm, chưa tính những người đã nghỉ hưu, riêng làng Mai Xá Chánh có hơn 800 con, em là cán bộ các cấp, ngành có trình độ đại học và trên đại học và hàng năm có thêm trên 50 học sinh đỗ vào các trường đại học lớn như Bách khoa, Kinh tế, Ngân hàng...
Ở làng này người ta chẳng kính phục nhau chuyện giàu có, chức quyền, mà chỉ "đọ" nhau về những tấm bằng đại học giữa các gia đình, dòng họ. Chuyện học hành, thi cử trở thành "miếng giữa làng" tại vùng quê nghèo này. Tất cả các dòng tộc của làng Mai Xá đều thành lập ban khuyến học và hàng năm họ tổ chức lễ phát thưởng cho những con em học giỏi của dòng họ mình.
Trong những dòng tộc ở làng Mai Xá, họ Trương Quang được biết đến nhiều nhất. Họ Trương Quang ở làng Mai Xá có gần 200 cử nhân cao đẳng, đại học; 15 người là thạc sĩ và tiến sĩ. Con cháu của dòng họ công tác khắp các bộ, ban ngành, viện từ Trung ương đến địa phương với các chức vụ như: đại sứ của Bộ Ngoại giao, vụ trưởng của bộ Công nghiệp trước đây, vụ trưởng Vụ Pháp chế của bộ Công Thương, giảng viên, cán bộ ở các trường đại học lớn tại Hà Nội, TP Hồ Chí Minh.
Gia đình ông Trương Quang Giáo ở xóm chợ, hai vợ chồng làm ruộng và bán rau nuôi nổi sáu đứa con vào đại học. Rồi cả sáu người dâu rể của ông Giáo đều đỗ đạt. Để được đi học, ngày đó con của ông Giáo phải thay nhau nghỉ học, ở nhà giúp bố mẹ. Đợi người anh tốt nghiệp ra trường rồi đứa em tiếp tục đi học lại cũng chẳng muộn. Nhờ sự thông minh và chăm chỉ đó mà các con của ông Giáo đều trở thành những cán bộ giỏi. Gia đình ông Giáo nổi tiếng nhất ở vùng đất học Quảng Trị, chứ không riêng ở làng Mai Xá Chánh.
| “                                                                                       | Họ Trương Quang là một trong những dòng họ thành đạt nổi tiếng ở tỉnh Quảng Trị. Con em của dòng họ cần cù, hiếu học. Sau khi học hành đỗ đạt, họ giữ những chức vụ cao và là những người rất yêu nước, phụng sự Tổ quốc. Thời nào dòng họ này cũng có những người con góp phần viết nên những trang sử mới cho dân tộc. | ” |
| — Trương Sĩ Tiến (nguyên Phó Chủ tịch UBND kiêm Chủ tịch Hội Khuyến học tỉnh Quảng Trị) | |   |

Dòng họ Bùi ở làng Mai Xá Chánh có 297 người tốt nghiệp đại học, 15 người có trình độ thạc sĩ, năm giáo sư và tiến sĩ (GS.TS Bùi Thế Vĩnh, PGS.TS Bùi Mạnh Hùng, TS Bùi Trọng Ngoãn, TS Bùi Minh Tâm, TS Bùi Minh Thành) và có tám đại tá quân đội đang công tác khắp mọi miền đất nước. Luôn tự hào về truyền thống của tiền nhân, các gia đình họ Bùi ai cũng quyết tâm đưa con em mình tới "cửa cử nhân". Nhớ lại nhiều năm trước, học sinh ở làng này chủ yếu đi bộ ra Gio Linh, lên Đông Hà trên quảng đường dài từ 5 – 10 km để học Trung hoc phổ thông, khổ nhọc là vậy mà nhiều người lại học rất nổi tiếng. Tuy đời sống còn gặp nhiều khó khăn, nhưng nhà nào cũng lấy việc nuôi dạy con cái nên người làm trọng. Dù phải bán hết nhà cửa, họ vẫn cố gắng tìm mọi cách nuôi con ăn học. Với ý chí vượt khó vươn lên của những sinh viên trong làng, người dân làng Mai luôn từ hào rằng: "Đất này nghèo tiền nhưng giàu chữ".
Với truyền thống văn hoá lâu đời, người dân làng Mai Xá Chánh đã sản sinh ra nhiều người con làm rạng danh cho quê hương. Năm 1937, ông Trương Quang Phiên đã mở lớp dạy học có tên gọi "Gia đình học hiệu Tiên Việt" dạy dỗ con em trong làng. Đây là một trong rất ít lớp học chữ quốc ngữ đầu tiên tại Quảng Trị. Nhiều người tham gia lớp học ngày ấy kể lại rằng lớp học không chỉ là một "Gia đình học hiệu" đơn thuần mà còn là nơi tụ nghĩa.
Những sáng kiến dạy học từ những năm ba mươi của ông Trương Quang Phiên ở làng Mai Xá sau này đã được áp dụng khắp địa phương Quảng Trị trong những ngày mới khởi nghĩa. Nhờ vậy, chưa đầy một năm sau Cách mạng Tháng Tám, Quảng Trị đã có hàng vạn người đọc thông viết thạo. Lịch sử giáo dục Quảng Trị ghi nhận ông Trương Quang Phiên là người có công lớn trong việc phát triển nền giáo dục cách mạng.

### Công tác khuyến học
Làng Mai Xá luôn quan tâm đến công tác giáo dục và đặc biệt chú trọng công tác khuyến học. Nhờ vậy mà hàng năm 100% trẻ em trong độ tuổi đến trường, tỷ lệ học sinh đỗ vào các trường chuyên, Đại học và Cao đẳng ngày càng cao.
Hiện làng Mai Xá có 9 dòng họ có quỹ khuyến học và hàng năm, cứ đến ngày mùng 10 tháng bảy âm lịch, các họ tộc ở làng Mai Xá tổ chức chương trình khuyến học, trao học bổng và tặng quà cho những học sinh của dòng tộc mình có thành tích xuất sắc trong học tập hay có hoàn cảnh khó khăn và biết vươn lên trong học tập.
Đến nay, toàn làng Mai Xá có 774 sinh viên Đại học, Cao đẳng, 800 cán bộ đương chức (chưa tính số cán bộ đã nghỉ hưu) có trình độ đại học và trên đại học, 3 Giáo sư và Phó Giáo sư, 15 Tiến sĩ, 30 Thạc sĩ, 1 dịch giả, 1 Nghệ sĩ ưu tú và 1 Nghệ sĩ nhân dân...

## Đình làng Mai Xá Chánh

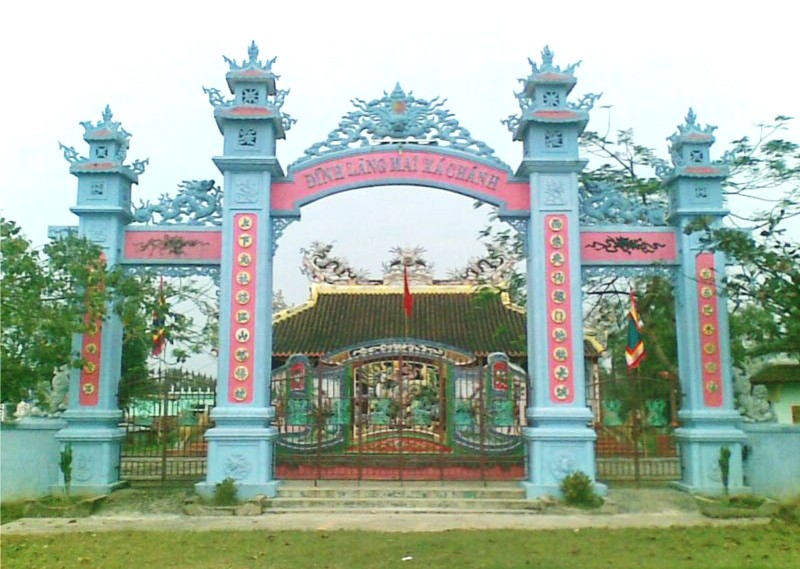
Mặt trước đình làng Mai Xá Chánh

Bia "Di tích lịch sử văn hóa"

Làng Mai Xá hiện có 3 di tích lịch sử văn hóa đã được công nhận, đó là Di chỉ Rú Lòi – Bàu Đông, Bến đò Mai Xá và Đình làng Mai Xá Chánh.
Đình làng Mai Xá Chánh nằm trong tổng thể các di tích lịch sử - văn hóa của làng Mai Xá gồm đình làng, chợ, bến đò, khe lạch và rừng cây nguyên sinh, tạo nên một bức tranh phong cảnh hữu tình làm say đắm lòng người du khách thưởng ngoạn.
Ngôi đình này lần đầu tiên được xây dựng cách nay gần 5 thế kỷ trên một gò đất cao, nơi có dòng sông Hiếu chảy qua phía trước ngôi đình. Trải qua thời gian và điều kiện khí hậu khắc nghiệt của vùng đất gió Lào cát bỏng, đình làng đã xuống cấp đáng kể. Nhân dân làng Mai Xá tự nguyện đóng góp 3 tỷ đồng để xây dựng lại ngôi đình. Đình làng Mai Xá Chánh là nơi đã diễn ra nhiều sự kiện quan trọng, và là nơi tiến hành các kì lễ tế hàng năm của người dân làng.
Tương truyền rằng, người khai canh ra làng Mai Xá Chánh là Năm Trương và ngôi đình làng cũng được xây dựng cùng với quá trình phát triển của làng. Sân đình làng Mai Xá Chánh đã là chứng nhân thầm lặng của biết bao thăng trầm lịch sử. Tại sân đình này, người dân làng Mai Xá Chánh đã hưởng ứng lễ truy điệu nhà cách mạng Phan Chu Trinh, cũng như phong trào đòi ân xá cho nhà cách mạng Phan Bội Châu. Đình làng cũng đã từng là trụ sở bí mật của tổ chức Thanh niên Cách mạng đồng chí hội. Chi bộ Đảng đầu tiên của làng Mai Xá Chánh cũng được thành lập tại đây và tổ chức phát động khởi nghĩa giành chính quyền trong Cách mạng tháng Tám. Trong chiến tranh, sân đình làng Mai Xá Chánh trở thành căn cứ trong lòng địch, là "tổng kho" của cả mặt trận Quảng Trị... Trong mọi hoàn cảnh, người dân làng Mai Xá Chánh luôn anh hùng bất khuất. Lịch sử Đảng bộ xã Gio Mai còn ghi lại biết bao những tấm gương trung liệt. Đó là mẹ Lê Thị Cháu, người đã nén đau thương, mang rổ lên đình làng lấy đầu con trai là xã đội trưởng Nguyễn Đức Kỳ bị giặc bắt, tra tấn dã man rồi chặt đầu cắm cọc bêu trước đình làng... Từ câu chuyện có thật này, nhạc sĩ Phạm Duy đã sáng tác ca khúc cách mạng Bà mẹ Gio Linh.
Với những giá trị lịch sử, văn hoá lâu đời vốn có, ngôi đình làng Mai Xá Chánh đã được xếp hạng "Di tích văn hóa lịch sử cấp Quốc gia". Đình làng Mai Xá Chánh có tên trong danh sách các di tích kiến trúc nghệ thuật của tỉnh Quảng Trị được Hội Di sản Văn hóa Quảng Trị chọn để bảo tồn, tôn tạo.

## Nghề truyền thống
Làng Mai Xá không chỉ được biết đến là một làng quê có nhiều phong cảnh đẹp mà còn nổi tiếng với nghề làm chắt chắt - một nghề không phải chịu nhiều rủi ro do thiên tai gây ra nên có thể kiếm ra tiền vào cả mùa nắng lẫn mùa mưa, mang lại nguồn thu nhập đáng kể cho dân làng. Mỗi khi nhắc đến làng Mai Xá, người ta liên tưởng ngay đến làng nghề cào chắt chắt và lễ hội rước hến đặc sắc có từ lâu đời.
Ngày nay làng Mai Xá vẫn còn lưu giữ được nhiều nghề truyền thống, nhiều lễ hội đa dạng và phong phú và những giá trị văn hóa truyền thống mang tính cộng đồng cao như: tế thu, chạp mả, hội đua thuyền, cúng xuống đồng, cúng cầu rạy, cầu ngư ...
Là một làng quê nằm ven con sông Hiếu – nơi có con chắt chắt sinh sống, cuộc sống của người dân làng Mai Xá đã gắn bó với nghề cào chắt chắt từ bao đời nay nên được gọi là nghề truyền thống của làng.

## Thư viện ảnh

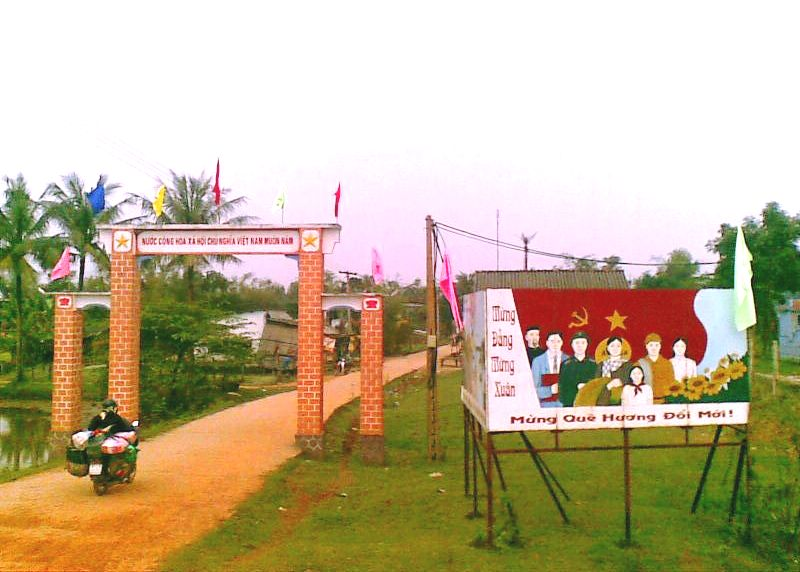
Cổng chào vào làng
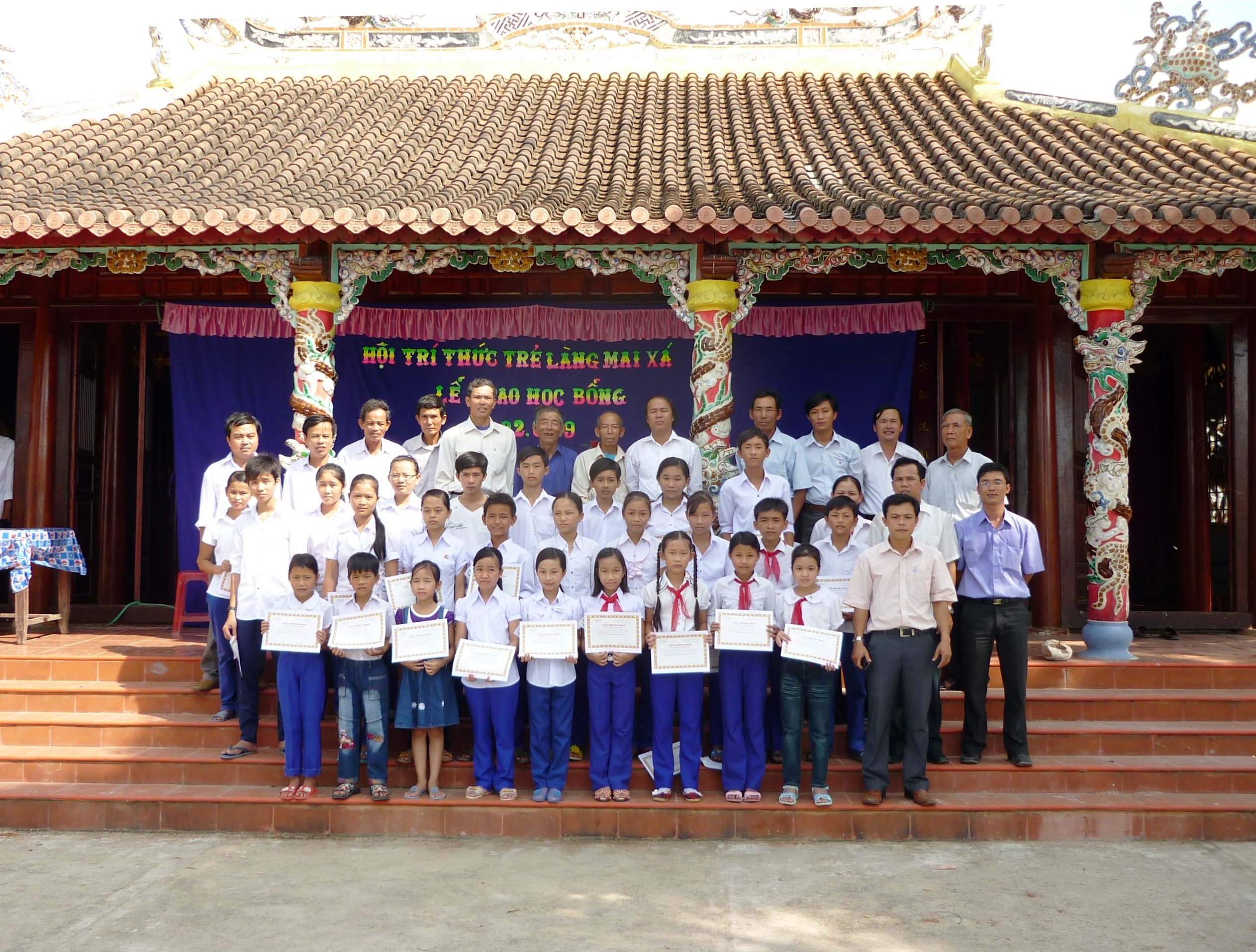
Trưởng làng trao học bổng cho học sinh tại đình làng
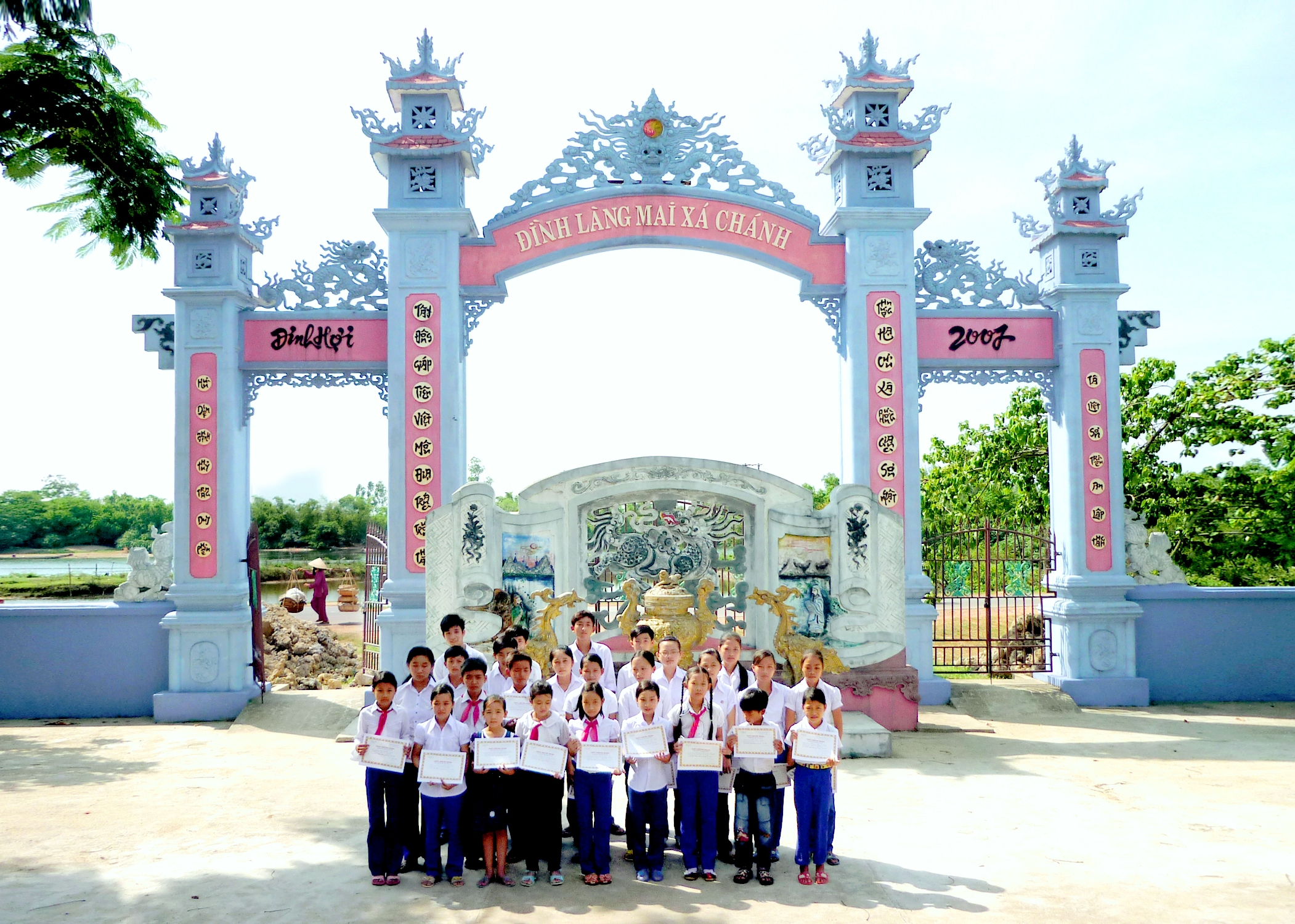
HS giỏi của làng nhận học bổng tại sân đình
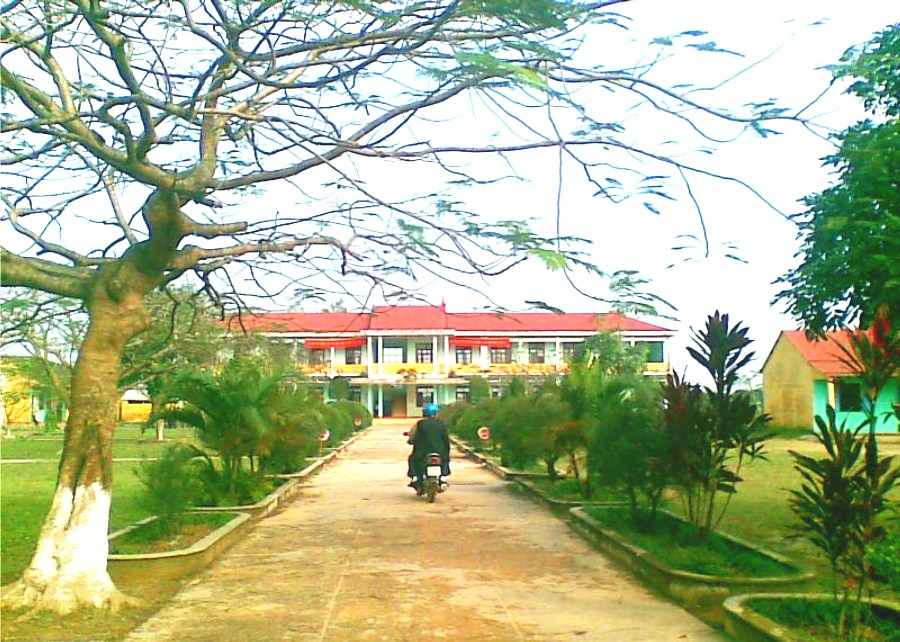
Khuôn viên sân trường
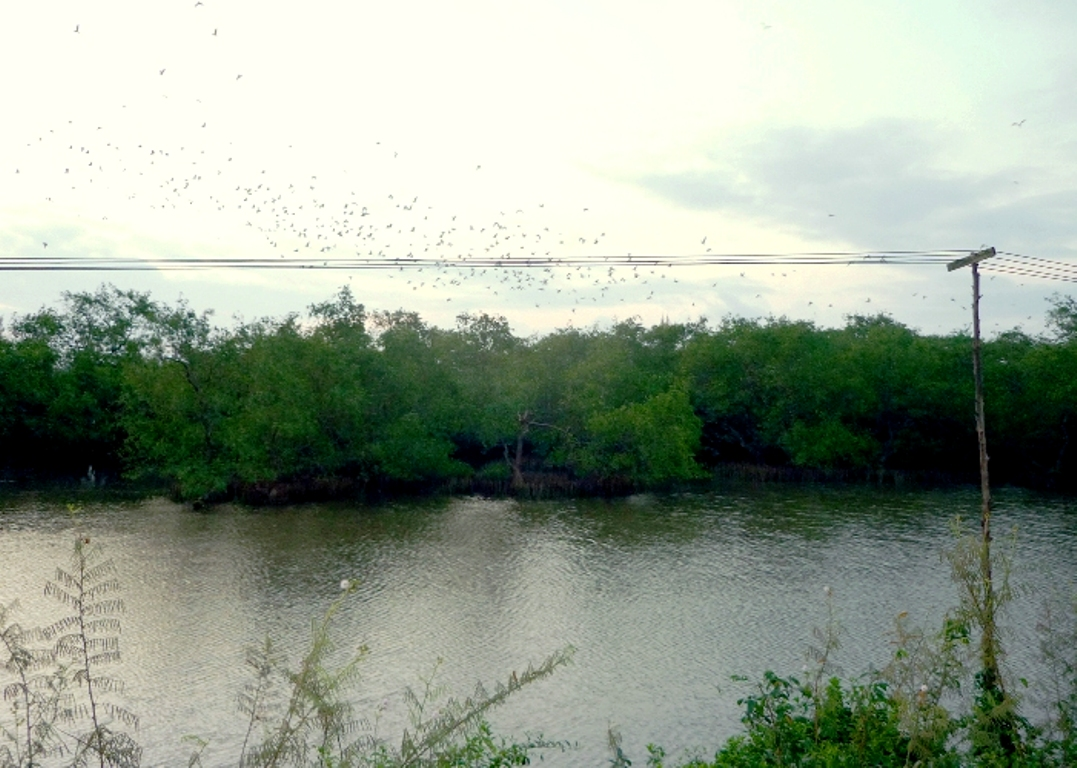
Cò ở đầm Hà Coọc
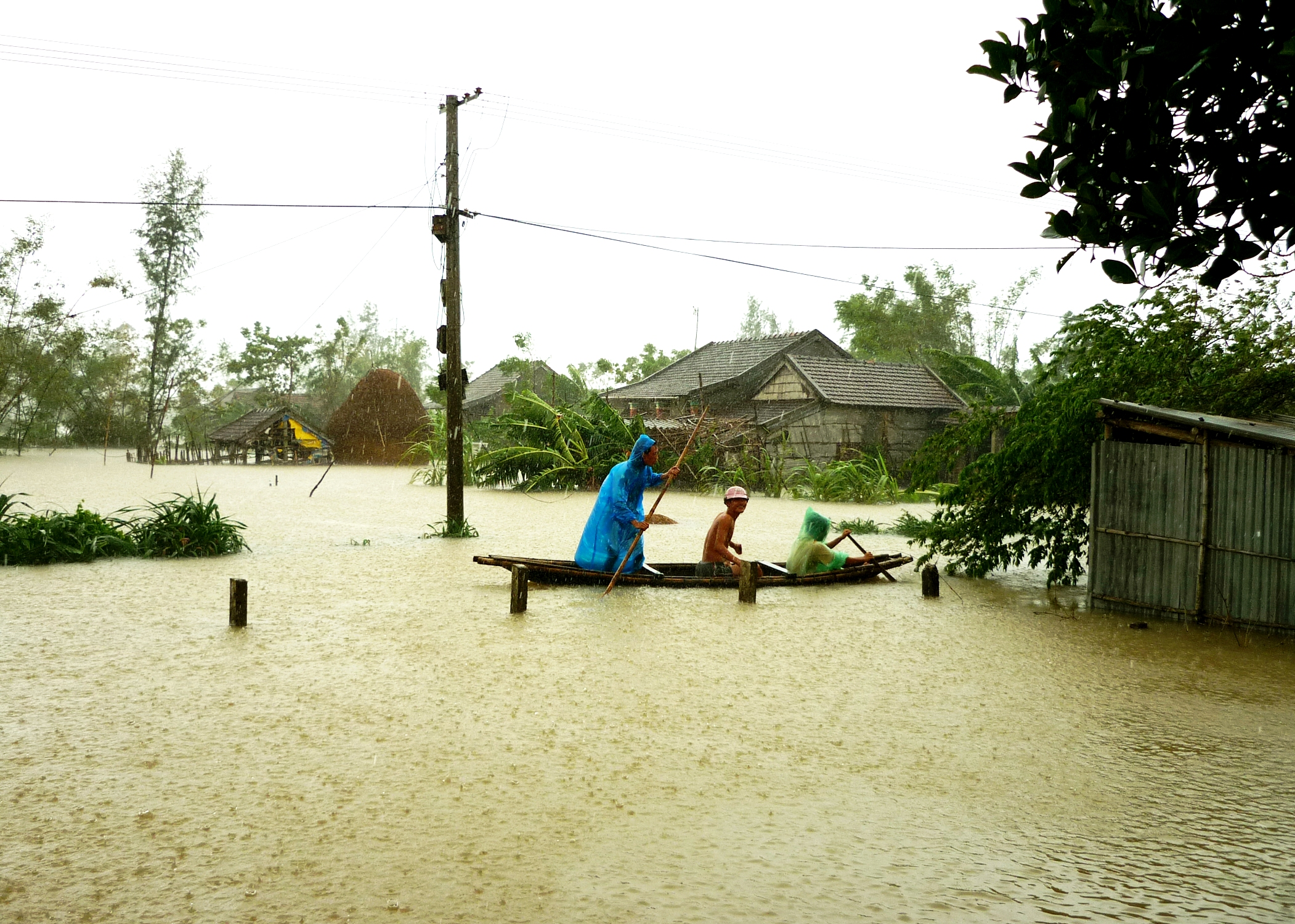
Làng ngập lũ (2009)
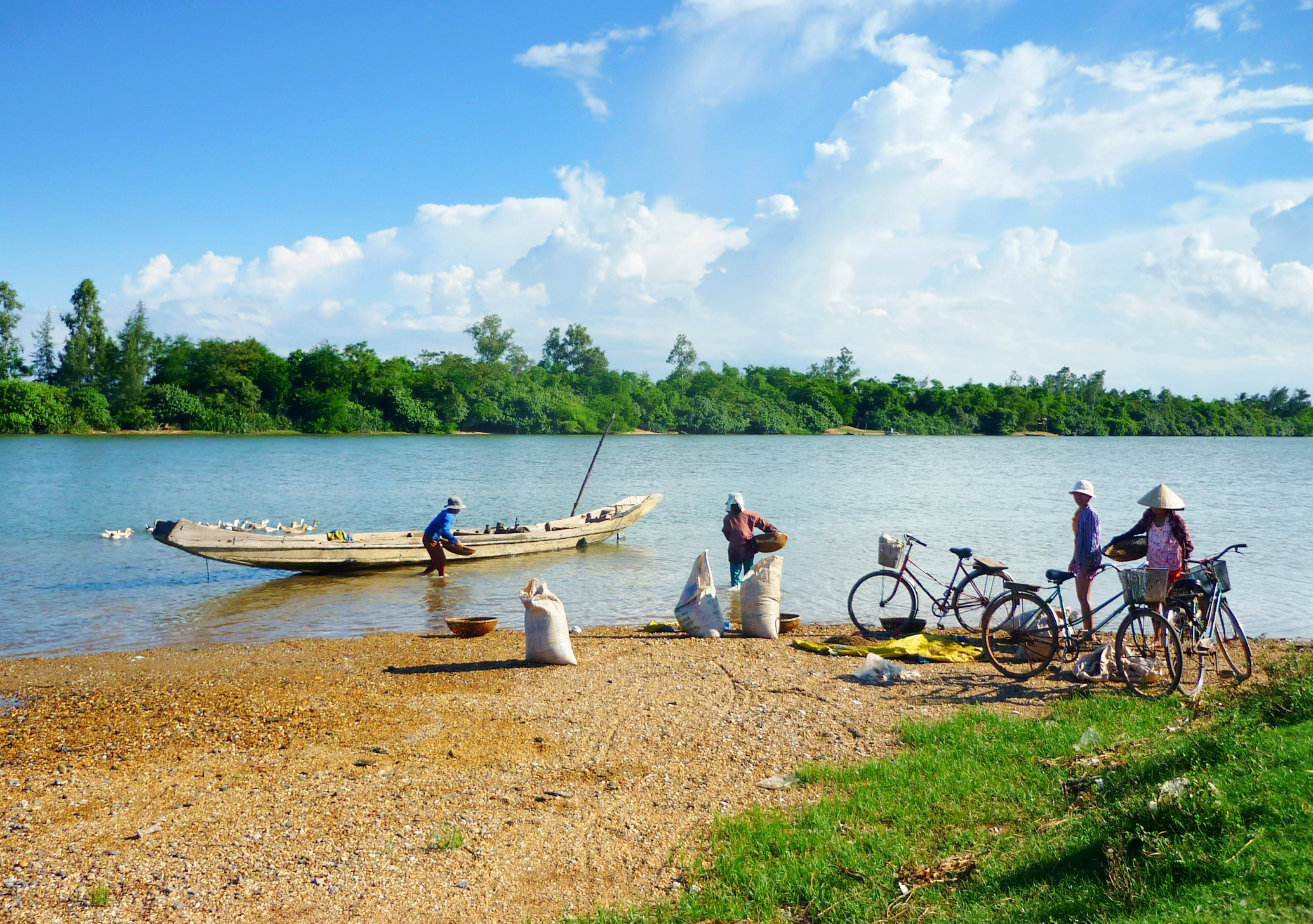
Đãi chắt chắt
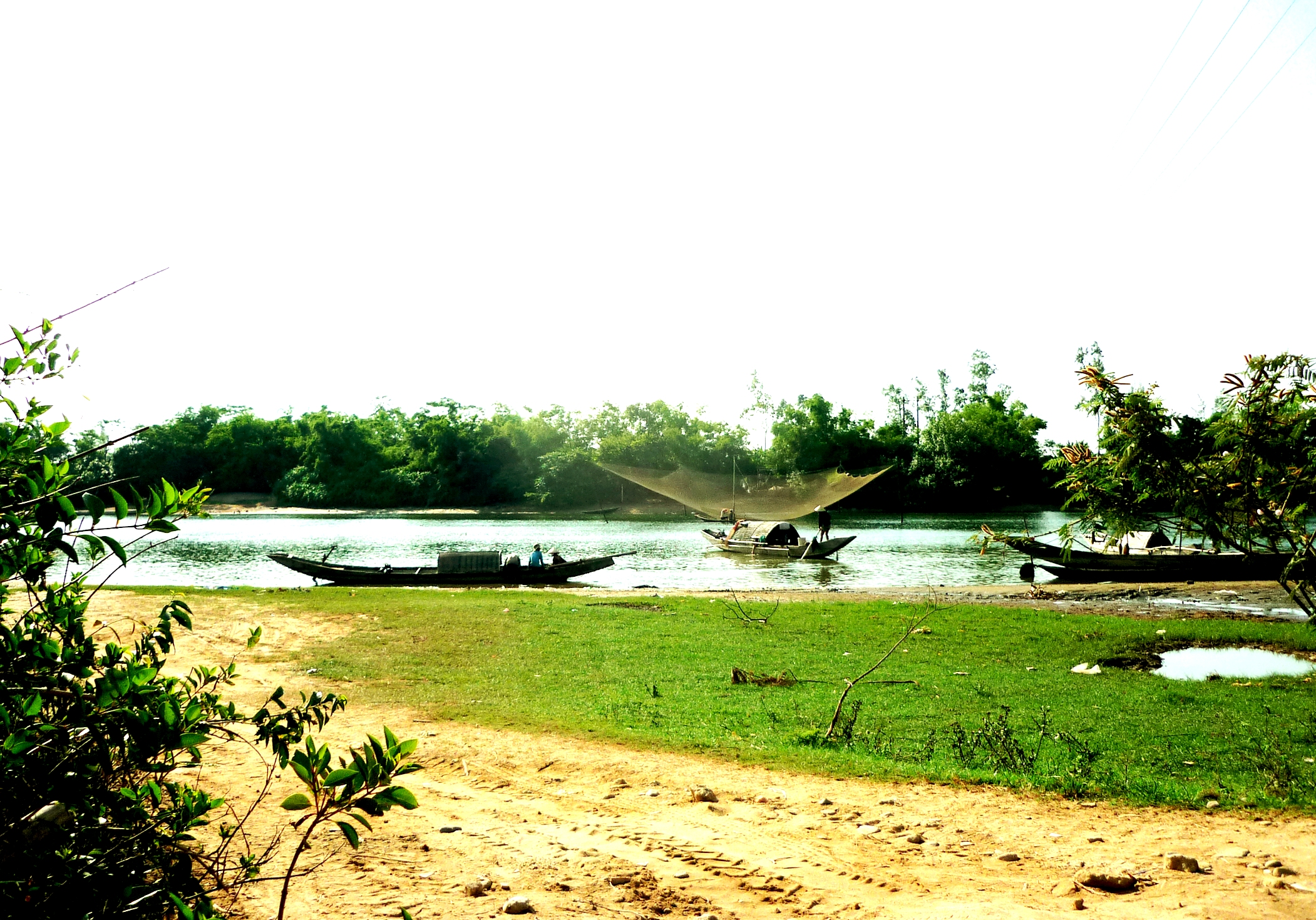
Chài lưới trên sông Hiếu